# Endosulfan
L'endosulfan  est une substance active de produit phytosanitaire (ou produit phytopharmaceutique, ou pesticide), qui présente un effet insecticide, et qui appartient à la famille chimique des organochlorés. L’endusolfan est interdit dans plus de 80 pays à cause de ses effets nocifs sur la santé. Seul ou combiné à d'autres pesticides en cocktail chimique, il est suspecté d'avoir entrainé la mort de centaines de personnes depuis les années 1970.

## Réglementation
Sur le plan de la réglementation des produits phytopharmaceutiques :
- pour l’Union européenne : cette substance active est interdite à la suite de l'examen relatif à l'inscription à l’annexe I de la directive 91/414/CEE, en application de la décision communautaire 2005/864/CE du 2 décembre 2005.
- pour la France : cette substance active n'est pas autorisée dans la composition de préparations bénéficiant d’une autorisation de mise sur le marché. L'avis paru au Journal officiel du 22 février 2006 retire les autorisations de mise sur le marché des produits phytopharmaceutiques contenant de l'endosulfan, pour tous les usages agricoles et non agricoles, avec un délai d'écoulement des stocks :
  - jusqu'au 31 décembre 2006 pour la distribution,
  - jusqu'au 30 mai 2007 pour l'utilisation.
- pour les États-Unis, l'endosulfan est interdit depuis seulement fin 2016[4].

## Historique
L'endosulfan a été développé dans les années 1950 par Hoechst, dans son site de Francfort-sur-le-Main. Dans les années 1980 à 1990, la production mondiale atteignait 10 000 tonnes par an.
En 2000, l'Environmental Protection Agency, recommande son interdiction aux États-Unis.
En 2005, l'endosulfan est encore produit par la société Aventis, à Francfort, à raison de 4 000 tonnes par an. 
En 2005, les quantité épandues en France se montaient à 100 à 200 tonnes par an.
Selon notreterre.org, les quatre pesticides interdits, carbofuran, endosulfan,  terbuthylazine et triazines empoisonnent toujours les sols, malgré la législation.
En Inde, au Kerala dans le District de Kasaragod, à la fin des années 1990, plus de 10 000 personnes ont été intoxiquées par les épandages d'endosulfan sur les cultures. En 2001, les médias ont révélé le scandale, et la population a manifesté activement pour réclamer l'interdiction de l'endosulfan, jusqu'à ce que le gouvernement indien décide de son interdiction en 2012.

## Caractéristiques physico-chimiques
Les caractéristiques physico-chimiques dont l'ordre de grandeur est indiqué ci-après, influencent les risques de transfert de cette substance active vers les eaux, et le risque de pollution des eaux :
- Hydrolyse à pH 7 : très stable,
- Solubilité : 0,32 mg·l-1,
- Coefficient de partage carbone organique-eau : 12 400 cm3·g-1. Ce paramètre, noté Koc, représente le potentiel de rétention de cette substance active sur la matière organique du sol. La mobilité de la matière active est réduite par son absorption sur les particules du sol.
- Durée de demi-vie : 120 jours. Ce paramètre, noté DT50, représente le potentiel de dégradation de cette substance active, et sa vitesse de dégradation dans le sol.
- Coefficient de partage octanol-eau : 3,6. Ce paramètre, noté log Kow ou log P, mesure l’hydrophilie (valeurs faibles) ou la lipophilie (valeurs fortes) de la substance active.

## Écotoxicologie
Sur le plan de l’écotoxicologie, les concentrations létales 50 (CL50) dont l'ordre de grandeur est indiqué ci-après, sont observées :
- CL50 sur poissons : 0,000 3 mg·l-1,
- CL50 sur daphnies : 0,06 mg·l-1,
- CL50 sur algues : 0,56 mg·l-1.

## Toxicité pour l’homme
Sur le plan de la toxicité pour l’Homme, la dose journalière acceptable (DJA) est de l’ordre de : 0,006 mg·kg-1·j-1.
Dans les années 2010, les cas mortels d'encéphalite aigüe sur les enfants se sont amplifiés en Inde, au Bangladesh au Vietnam et en Thaïlande. Au Bangladesh, le lien à un cocktail chimique de pesticides incluant l'endosulfan est mis en évidence en 2017. En Inde, le gouvernement local du Kerala a estimé que l’usage sans précaution de ce pesticide avait empoisonné 4 270 personnes et causé la mort de 500 autres depuis 1978. Ce pesticide est interdit en Inde depuis 2012, mais une utilisation en contrebande est suspectée.